# 불사부대

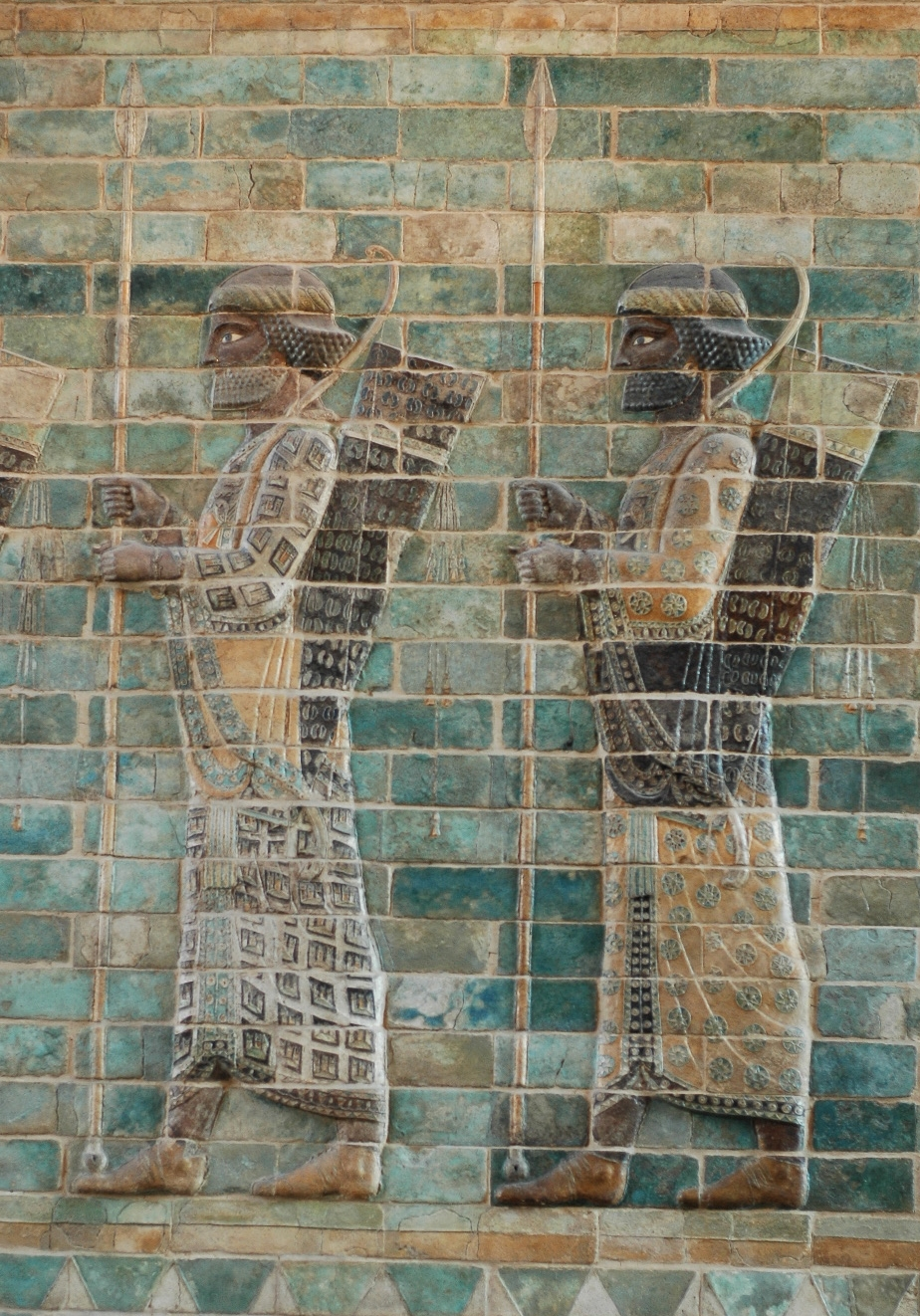
수사의 궁전벽화에 묘사된 불사부대

불사부대(고대 그리스어: Ἀθάνατοι 아타나토이[*])는 아케메네스 왕조 시대 페르시아 제국의 1만 명의 중장보병 부대. 황제의 친위대와 상비군의 역할을 했다. 주로 페르시아인으로 구성되어 있지만 메디아인과 엘람인도 포함되었다. 

## 헤로도토스
그리스의 역사가 헤로도토스가 히다르네스가 지휘하는 페르시아의 엘리트 중장보병 부대에 그리스어로 불멸자를 뜻하는 아타나토이(Αθάνατοι) 라고 이름을 붙인 것에서 유례 했다. 헤로도토스가 이들을 불멸자라고 부른 이유는 그들 중 한 명이 사망하거나 질병으로 전투불능이 되면 예비군이 투입되어 결코 1만 명보다 늘어나지도 줄어들지도 않았기 때문이다. 
헤로도토스의 저서 역사에서 이와같이 설명되었기 때문에 후에 저술된 역사서에서 도 이 명칭을 사용하였다. 그러나 당시 페르시아에서는 아타나토이라는 명칭을 사용하지 않았으며 그들이 정확히 어떻게 불렸는지는 알 수 없다. 이후에 라틴어로 불멸을 뜻하는 'immortalis'로 번역된 것이 영어로는 'immortal'의 형태로 유입되어 현재에는 이모탈이라는 명칭으로도 불린다. 

## 활동
아케메네스 조 페르시아 시대에 활동했으며 원거리 전투와 근거리 전투 모두에 능한 강력한 군대였다. 키루스 2세의 신바빌로니아정복과 캄비세스 2세의 이집트 원정, 다리우스 1세의 정복활동에서 활약했다. 제2차 그리스-페르시아 전쟁에도 참여했으나 스파르타 군에게 패배하였다. 

## 장비
헤로도토스의 기록과 남아있는 조각, 벽화에 따르면 당시로서는 특이하게도 통일된 복장과 장비를 갖추고 있었다. 활과 화살통을 지니고 있었으며 단검도 가지고 다녔다. 주 무기는 창과 방패로 창에는 은 장식이 달려 있었으며 장교급은 금 장식이 달려 있었다. 방패는 화살 등을 막기 위해서 나무와 갈대로 만들었다. 비늘갑옷위에 화려하고 정교한 로브를 걸쳤고, 건조한 페르시아 평원의 먼지바람을 막기 위해서 얼굴을 가릴수 있는 두건도 있었다. 식량등의 보급을 위한 캐러밴이 뒤따랐다. 

## 대중 문화
- 게임 문명 시리즈의 한국어판(문명Ⅳ)에서는 “페르시아 불사신”으로 번역되었다. 임모탈은 "불사신"이라는 의미로 사용되기도 한다.
- 영화 300 (영화)에도 출현한다.

## 같이 보기
- 이란의 역사